# Hack Wilson
Lewis Robert Wilson (Ellwood City, Pensilvania, 26 de abril de 1900-Baltimore, Maryland, 23 de noviembre de 1948), más conocido como Hack Wilson, fue un jugador profesional estadounidense de béisbol que se desempeñó en la posición de jardinero central en las Grandes Ligas de Béisbol (MLB). Es miembro del Salón de la Fama del Béisbol.

## Carrera
Wilson jugó como profesional tres temporadas en New York Giants (1923-1925), después pasó a Chicago Cubs (1926-1931), luego a Brooklyn Dodgers (1932-1934), posteriormente a Philadelphia Phillies, donde jugó una temporada (1934), y fue el equipo en el que se retiró.

## Reconocimiento
En 1979, ingresó como miembro al Salón de la Fama del Béisbol.